# 5 Canum Venaticorum
5 Canum Venaticorum (5 CVn) es una estrella en la constelación de Canes Venatici, los lebreles.
Tiene magnitud aparente +4,77, la quinta más brillante en su constelación después de Cor Caroli (α Canum Venaticorum), Asterion (β Canum Venaticorum), 24 Canum Venaticorum y 20 Canum Venaticorum.
Se encuentra, de acuerdo a la nueva reducción de los datos de paralaje del satélite Hipparcos, a 386 años luz del sistema solar.
5 Canum Venaticorum es una gigante amarilla de tipo espectral G6III.
Diversas fuentes establecen su temperatura efectiva en el rango de 5171 a 5210 K.
Es 182 veces más luminosa que el Sol y tiene un diámetro 12 veces más grande que el diámetro solar.
Sus características son semejantes a las de Muscida (ο Ursae Majoris) o a las de ο Tauri.
Gira sobre sí misma con una velocidad de rotación proyectada —límite inferior de la misma— de 6,6 km/s.
6 Canum Venaticorum muestra un contenido metálico mayor que el solar, siendo su índice de metalicidad [Fe/H] = +0,08.
Otros metales, como el lantano, son todavía más abundantes en relación con el Sol ([La/Fe] = +0,20).
Es una estrella de bario —catalogada también como G7III Ba0.3—, por lo que se piensa que puede tener como compañera estelar una enana blanca aún no detectada.
Con una masa de 3,4 masas solares, tiene una edad de 260 millones de años.